# Indonesian Masters
Die Indonesian Masters (bis 2013 Indonesia Open Grand Prix Gold, nicht zu verwechseln mit dem Indonesia Masters Super 100) im Badminton fanden erstmals vom 12. bis 17. Oktober 2010 in der Palaran Hall in Samarinda, Kalimantan Timur auf der Insel Borneo statt. Die Veranstaltung ist nicht zu verwechseln mit der höherrangigen Indonesia Open. Es gehört seit 2010 dem BWF Grand Prix Gold an. Mit der Vergabe einer weiteren Topveranstaltung nach Indonesien wird der Bedeutung des Landes im Badminton Rechnung getragen. 2012 fand das Turnier in Palembang auf der Insel Sumatra, 2013 in Yogyakarta auf der Insel Java und 2014 wieder in Palembang statt. 2015 wird das Turnier in Malang auf der Insel Java ausgetragen.

## Die Sieger
| Saison | Herreneinzel            | Dameneinzel           | Herrendoppel                                   | Damendoppel                       | Mixed                                          |
| ------ | ----------------------- | --------------------- | ---------------------------------------------- | --------------------------------- | ---------------------------------------------- |
| 2010   | Taufik Hidayat          | Ratchanok Intanon     | Mohammad Ahsan Bona Septano                    | Luo Ying Luo Yu                   | Tontowi Ahmad Liliyana Natsir                  |
| 2011   | Dionysius Hayom Rumbaka | Chen Xiaojia          | Mohammad Ahsan Bona Septano                    | Vivian Hoo Kah Mun Woon Khe Wei   | He Hanbin Bao Yixin                            |
| 2012   | Sony Dwi Kuncoro        | Han Li                | Kim Ki-jung Kim Sa-rang                        | Misaki Matsutomo Ayaka Takahashi  | Tontowi Ahmad Liliyana Natsir                  |
| 2013   | Simon Santoso           | Suo Di                | Angga Pratama Rian Agung Saputro               | Luo Ying Luo Yu                   | Praveen Jordan Vita Marissa                    |
| 2014   | H. S. Prannoy           | Adriyanti Firdasari   | Markus Fernaldi Gideon Markis Kido             | Shendy Puspa Irawati Vita Marissa | Ricky Widianto Richi Puspita Dili              |
| 2015   | Tommy Sugiarto          | He Bingjiao           | Berry Angriawan Rian Agung Saputro             | Tang Yuanting Yu Yang             | Tontowi Ahmad Liliyana Natsir                  |
| 2016   | Shi Yuqi                | Busanan Ongbumrungpan | Wahyu Nayaka Kevin Sanjaya Sukamuljo           | Chae Yoo-jung Kim So-young        | Ronald Alexander Melati Daeva Oktavianti       |
| 2017   | nicht ausgetragen       | nicht ausgetragen     | nicht ausgetragen                              | nicht ausgetragen                 | nicht ausgetragen                              |
| 2018   | Anthony Ginting         | Tai Tzu-ying          | Markus Fernaldi Gideon Kevin Sanjaya Sukamuljo | Misaki Matsutomo Ayaka Takahashi  | Zheng Siwei Huang Yaqiong                      |
| 2019   | Anders Antonsen         | Saina Nehwal          | Markus Fernaldi Gideon Kevin Sanjaya Sukamuljo | Misaki Matsutomo Ayaka Takahashi  | Zheng Siwei Huang Yaqiong                      |
| 2020   | Anthony Ginting         | Ratchanok Intanon     | Markus Fernaldi Gideon Kevin Sanjaya Sukamuljo | Greysia Polii Apriyani Rahayu     | Zheng Siwei Huang Yaqiong                      |
| 2021   | Kento Momota            | An Se-young           | Takuro Hoki Yugo Kobayashi                     | Nami Matsuyama Chiharu Shida      | Dechapol Puavaranukroh Sapsiree Taerattanachai |
| 2022   | Viktor Axelsen          | Chen Yufei            | Fajar Alfian Muhammad Rian Ardianto            | Chen Qingchen Jia Yifan           | Zheng Siwei Huang Yaqiong                      |
| 2023   | Jonatan Christie        | An Se-young           | Leo Rolly Carnando Daniel Marthin              | Liu Shengshu Zhang Shuxian        | Feng Yanzhe Huang Dongping                     |
| 2024   | Anders Antonsen         | Wang Zhiyi            | Leo Rolly Carnando Daniel Marthin              | Liu Shengshu Tan Ning             | Zheng Siwei Huang Yaqiong                      |
| 2025   | Kunlavut Vitidsarn      | Ratchanok Intanon     |                                                | Kim Hye-jeong Kong Hee-yong       | Hiroki Midorikawa Natsu Saito                  |